# Aleksis Tsipras
Aleksis Tsipras (gr. Αλέξης Τσίπρας, wym. [ɐˈle̞.ksis ˈt͡siprɐs]; ur. 28 lipca 1974 w Atenach) – grecki polityk, w latach 2008–2023 lider Koalicji Radykalnej Lewicy (Syriza), deputowany do Parlamentu Grecji, premier Grecji od stycznia 2015 do sierpnia 2015 oraz od września 2015 do lipca 2019, od października 2018 do lutego 2019 również minister spraw zagranicznych.

## Życiorys

### Działalność do 2015
Aleksis Tsipras urodził się w rodzinie zamożnego przedsiębiorcy budowlanego, uzyskującego zamówienia publiczne m.in. w okresie junty czarnych pułkowników. Ukończył inżynierię lądową na Politechnice Ateńskiej (NTUA), a następnie studia podyplomowe z zakresu planowania przestrzennego. W tym czasie wchodził w skład rady studenckiej macierzystego wydziału, a także był jego reprezentantem w senacie uczelni. W latach 1995–1997 był członkiem rady centralnej narodowego związku studentów EFEE. Po studiach pracował jako inżynier w sektorze budownictwa oraz opracowywał plany zagospodarowania przestrzennego dla urzędu miejskiego w Atenach.
W działalność polityczną zaangażował się w młodości, gdy w wieku 15 lat wstąpił do młodzieżówki Komunistycznej Partii Grecji. Rok później kierował strajkiem okupacyjnym w swojej szkole, demonstranci sprzeciwiali się planowanej wówczas reformie edukacji. W szkole poznał swoją późniejszą partnerkę życiową. Gdy w latach 90. w partii komunistycznej doszło do rozłamu, dołączył do nowo powołanej partii Sinaspismos. W maju 1999 objął funkcję sekretarza organizacji młodzieżowej przy tym ugrupowaniu, którym pozostał do marca 2003. W tym czasie aktywnie uczestniczył w wielu protestach o charakterze antyglobalistycznym i antyliberalnym.
W grudniu 2004 został wybrany w skład centralnego komitetu politycznego i sekretariatu politycznego Synaspismós, będąc odpowiedzialnym za sprawy młodzieży i edukacji. W wyborach lokalnych w 2004 był kandydatem współtworzonej przez swoją partię Koalicji Radykalnej Lewicy na urząd burmistrza Aten. W głosowaniu zajął trzecie miejsce, za kandydatami Nowej Demokracji i PASOK-u, zdobywając 10,5% głosów poparcia. Dzięki kampanii wyborczej jego nazwisko stało się wówczas rozpoznawalne w skali ogólnokrajowej. 10 lutego 2008 został nowym przewodniczącym Synaspismós i tym samym przywódcą Syrizy.
W wyborach parlamentarnych w 2009 uzyskał mandat deputowanego do Parlamentu Grecji, a Syriza pod jego przewodnictwem zdobyła około 5% głosów. Po wyborach stanął na czele klubu parlamentarnego koalicji, liczącego łącznie 13 mandatów. Od tego czasu z powodzeniem ubiegał się o reelekcję w kolejnych wyborach parlamentarnych: w maju 2012, czerwcu 2012, styczniu 2015 i wrześniu 2015. W przedterminowych wyborach parlamentarnych w maju 2012, przeprowadzonych z powodu i w czasie kryzysu gospodarczego w kraju, Syriza zajęła drugie miejsce i uzyskała 52 mandaty. 7 maja z misji sformowania rządu zrezygnował lider zwycięskiej Nowej Demokracji Andonis Samaras, a następnego dnia prezydent Karolos Papulias powierzył to zadanie Aleksisowi Tsiprasowi. Misja ta zakończyła się niepowodzeniem, a jego ugrupowanie pozostało w opozycji.
W maju 2012 Syriza złożyła do Sądu Najwyższego wniosek o zarejestrowanie jej jako jednolitej partii politycznej z Aleksisem Tsiprasem jako jej przewodniczącym.

### Działalność od 2015
W styczniu 2015 w wyborach parlamentarnych Syriza zdobyła 144 miejsca w 300-osobowym parlamencie. 26 stycznia 2015 Aleksis Tsipras stanął na czele nowego rządu Grecji, współtworząc koalicję z prawicowym ugrupowaniem Niezależni Grecy. W lipcu 2015 z jego inicjatywy odbyło się referendum, w którym głosujący opowiedzieli się za odrzuceniem porozumienia z międzynarodowymi wierzycielami. W tym samym miesiącu zdecydowana większość deputowanych Syrizy głosowała za ustawą o reformach oszczędnościowych będących warunkiem kredytodawców udzielenia Grecji kolejnej pomocy, jednakże przeciwko tej decyzji głosowali m.in. były minister finansów Janis Warufakis, minister energetyki Panajotis Lafazanis i przewodnicząca parlamentu Zoi Konstandopulu. W sierpniu 2015 Panajotis Lafazanis rozpoczął tworzenie nowego ugrupowania pod nazwą Jedność Ludowa, do którego przystąpiło 25 posłów Syrizy. W konsekwencji 20 sierpnia 2015 podał się do dymisji z funkcji premiera. Siedem dni później na stanowisku zastąpiła go Wasiliki Tanu, stając na czele rządu tymczasowego. W przedterminowych wyborach z września Syriza zdobyła 145 mandatów. 21 września Aleksis Tsipras powrócił na urząd premiera, a dwa dni później jego nowy gabinet rozpoczął funkcjonowanie.
W październiku 2018, po odejściu z rządu Nikosa Kodziasa, objął dodatkowo stanowisko ministra spraw zagranicznych (w lutym 2019 na czele MSZ stanął Jeorjos Katrungalos). W 2019 po porażce Syrizy w wyborach regionalnych i europejskich, ogłosił przedterminowe wybory krajowe. W wyniku głosowania z lipca tegoż roku utrzymał mandat poselski na kolejną kadencję, jednak jego partia przegrała wyraźnie z Nową Demokracją. 8 lipca 2019 zakończył urzędowanie na stanowisku premiera – zastąpił go lider ND Kiriakos Mitsotakis.
Do parlamentu był wybierany również w maju 2023 i czerwcu 2023. Wkrótce po ostatnich z tych wyborów, w których Syriza odnotowała dalszy spadek poparcia, zrezygnował z przywództwa w partii.

## Życie prywatne
Partnerką życiową Aleksisa Tsiprasa została Peristera Baziana, z którą ma dwóch synów. Cechą charakterystyczną jego publicznego wizerunku stało się nienoszenie krawatów.